# Karl Andritz
Karl Andritz (Fischamend, 13 maggio 1914 – 19 dicembre 1993) è stato un calciatore austriaco, di ruolo difensore.

## Carriera

### Club
Ha sempre giocato nel campionato austriaco.

### Nazionale
Ha collezionato 3 presenze con la Nazionale austriaca.